# Vrahovice
Vrahovice és un llogaret a la regió d'Olomouc de la República Txeca, prop de Prostějov. És part administrativa de Prostějov. Té uns 3.400 habitants.